# Свети Безсребреници (Калирахи)
„Свети Безсребреници“ (на гръцки: Ιερός Ναός Αγίων Αναργύρων) е възрожденска православна църква в село Калирахи на остров Тасос, Егейска Македония, Гърция, част от Филипийската, Неаполска и Тасоска епархия на Вселенската патриаршия.

## История
Църквата е построена на 1 km североизточно от селото в местността Платанос. Още в XIV век там е засвидетелстван малък манастир „Свети Безсребреници“, принадлежал на манастира Пантократор. В 1394 година при пожар в Пантократор изгарят златопечатните грамоти, сигилиите и всички документи за собственост. Монасите искат от император Мануил II Палеолог хрисовул, който да потвърди владенията им, като му е изпратен документ, подписан от йеромонах Йеремия, протос на Света гора и от игумените Евтимий на Великата Лавра, Доситей на Хилендар, Макарий на Иверския манастир и Арсений на Есфигмен. Императорът издава хрисовул, в който се казва:
| „ | Εις την Κακηράχην μονύδριον εις όνομα τιμώμενον των αγίων και θαυματουργών Αναργύρων μετά των αμπελίων, των χωραφίων, ελαιών τε και αμυγδαλών κατά την τοποθεσίαν την λεγομένην των Κελαδηνών. В Какирахи малък манастир на името на светиите и чудотворци Безсребреници с лозята, нивите, зехтина и сливите в местността, наречена Келадинес. | “ |

Известно е, че в 1830 година жителите на селото искат и получават разрешение за ремонт на църквата „Свети Безсребреници“.

## Архитектура
В архитектурно отношение е еднокорабна църква с дървен покрив и трем на западната страна. Външните размери са 11,1 m x 5,02 m заедно с трема, който има размери 5,57 m х 4 m. Площта е 36,2 m2 Теренът, на който е построена е силно наклонен. Наосът и тремът са покрити с един четиристранен покрив.
Иконостасът е дъсчен с две врати и пет царски икони – от юг са „Свети Димитър“, „Света Богородица Скоропослушница“, „Христос Вседържител“, „Свети Безсребреници“. В долната част на иконите на Исус Христос и Свети Безсребреници ива надписи „Κτήμα της εν Αγίω Όρει Άθω Ιεράς Μονής του Παντοκράτορος“ (Собственост на светогорския атонски свети манастир Пантократор). Отгоре е поясът на празничните икони, а още по-високо има резбована дантела.
Светилището има ширина 1,34 m. Вдясно от основната конха има протезис. На южната стена има малка правоъгълна ниша, а на северната полукръгла. Осветлението на храма става през два прозореца – един на запад през трема и един на север.